# Convent de Sant Valentí (Báguena)
El convent de Sant Valentín és un convent barroc del segle xvii de l'Ordre de les germanes pobres de Santa Clara situat en la localitat aragonesa de Báguena (Espanya). En 2002 va ser declarat Bé Catalogat.
És una construcció sòbria de maçoneria i maó, en la qual la canteria es reserva per a la portada principal. L'àrea conventual presenta planta rectangular i compta amb dos claustres entorn dels quals s'organitzen la resta de les dependències. Destaca la façana est: de cuidada composició i disseny procedent de les construccions civils, presenta la portada principal articulada en dos cossos: l'inferior, obert en arc de mig punt entre pilastres acanalades, i el superior constituït per un gran frontó partit, flanquejat per pinacles, que emmarca un relleu entre pilastres coronat per entaulament i frontó corb partit (així mateix flanquejat per pinacles), rematat per la imatge de Santa Clara; tot això està protegit per una teuladeta. En la resta de la façana es disposen quatre finestres distribuïdes simètricament (dues per planta i amb reixeria de bona forja). El pis superior presenta una galeria d'arcs de mig punt doblegats i emmarcats per pilastres. Remata la façana una cornisa de maó molt volada.
L'església, adossada a les dependències conventuals, consta de capçalera poligonal i nau única articulada en sis trams mitjançant arcs torals sostinguts en pilastres. A banda i banda del primer tram s'obren sengles capelles. La capçalera i els quatre primers trams de la nau es cobreixen amb voltes de llunetes, mentre els dos trams dels peus ho fan amb voltes de creueria estrelada, i les capelles amb voltes de creueria simple. Destaca la decoració esgrafiada a força de motius vegetals. A l'exterior destaquen els esvelts contraforts, les finestres en arc de mig punt obertes, en trams alterns, a la zona superior dels murs, i la porta d'accés, situada al quart tram del costat de l'epístola, precedida d'un petit atri de recent construcció.